# ألان كواترمين

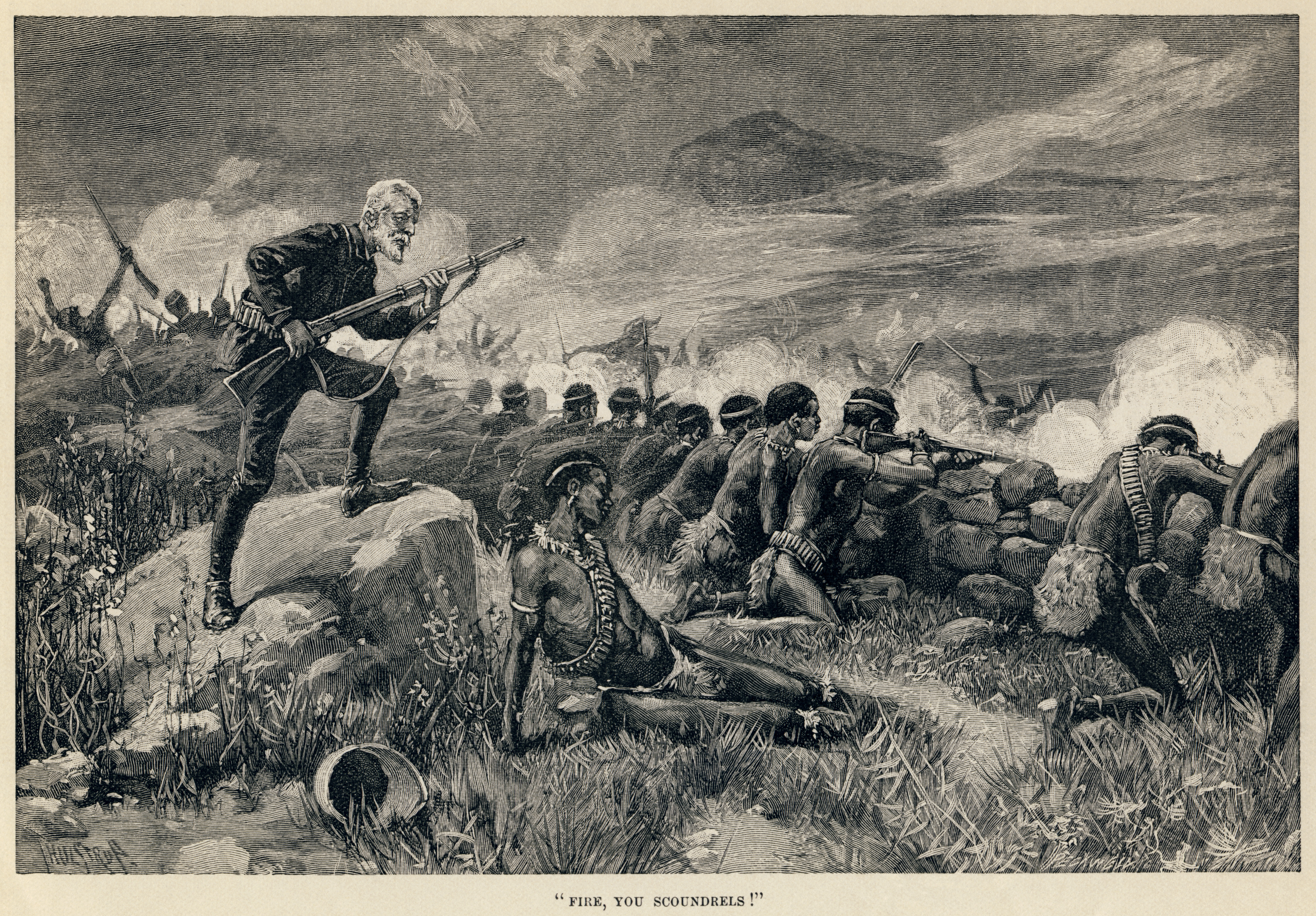
ألان كواترمين

الآن كورترماين (بالإنجليزية: Allan Quatermain)‏، شخصية ابتكرها سير رايدر هاجارد (بالإنجليزية: Henry Rider Haggard)‏ في قصة كنوز الملك سليمان (بالإنجليزية: King Solomon's Mines)‏ علي أساس انه راوي للقصة إلا أن الشخصية نالت اعجاب الجميع رغم أنها لم تكن شخصية قيادية وكان البطل الحقيقي للقصة هو السير هنري ومن بعده الكابتن جود إلا أن هاجارد قد قام يعد ذلك بتاليف رواية مستقلة بعنوان الآن كورترماين وقد أصبحت هذه الشخصية عنوان الشباب في هذا العصر وقد تم تحويلها بعد ذلك كبطل سينمائي في عدد من الأفلام آخرها تحالف الخارقين سنة 2003.

## اقرأ أيضاً
- كنوز الملك سليمان
- سير رايدر هاجارد